# Aleksander Wojciechowski (historyk sztuki)
Aleksander Wojciechowski (ur. 13 marca 1922 w Sosnowcu, zm. 20 sierpnia 2006 w Warszawie) – polski krytyk i historyk sztuki, specjalizujący się w sztuce XIX i XX w.
Był doktorantem Juliusza Starzyńskiego. W latach 1950–1991 pracował w Instytucie Sztuki PAN, kierując ośrodkiem badań i dokumentacji plastyki współczesnej. Po przemianach październikowych był do 1960 redaktorem naczelnym „Przeglądu Artystycznego”, który w tym okresie propagował sztukę modernizmu i wziął z jego ramienia udział w konferencji nieborowskiej z członkami polskiej sekcji Międzynarodowego Stowarzyszenia Krytyków Sztuki (AICA) 11–12 lutego 1958. W latach 1979–1998 sprawował funkcję prezesa Sekcji Polskiej Międzynarodowego Stowarzyszenia Krytyków Sztuki, a następnie został wybrany na honorowego prezesa Sekcji. Od 1989 był honorowym prezesem Związku Polskich Artystów Plastyków. W latach 80. był członkiem Komitetu Kultury Niezależnej podziemnej „Solidarności". Uczestnik Sympozjum Plastycznego Wrocław ’70. Pochowany na cmentarzu Powązkowskim (kwatera 230-6-17).

## Wybrane publikacje
Jest autorem wielu książek i prac naukowych, m.in.:
- Z dziejów malarstwa pejzażowego: od renesansu do początków XX wieku, Wydawnictwa Artystyczne i Filmowe, Warszawa 1965.
- Droga do współczesności. Malarstwo europejskie 2 połowy XIX wieku, "Arkady", Warszawa 1968
- Polskie malarstwo współczesne: kierunki, programy, dzieła, "Interpress", Warszawa 1977.
- Młode malarstwo polskie 1944-1974, Zakład Narodowy im. Ossolińskich, Wrocław 1983, ISBN 83-04-00702-9.
- Polskie życie artystyczne w latach 1945-1960, Zakład Narodowy im. Ossolińskich, Wrocław 1992, ISBN 83-04-03353-4.

## Nagrody
- Nagroda "Miesięcznika Literackiego" (1976) za książkę "Młode malarstwo polskie 1944-1974" (Wyd. Ossolineum)[6]